# Roning under sommer-OL 2012 – Firer letvægt mænd
Letvægts firer for mænd var en disciplin under Sommer-OL 2012 i London, som fandt sted på Dorney Lake. De indledende heats begyndte lørdag den 28. juli og finalen blev afviklet torsdag den 2. august.

## Resulter

### Heats
Første tre vil kvalificere sig til semifinalen, resten vil deltage i opsamlings heatet. 

#### Heat 1
| Placering | Roer                                | Land | Tid     | Note |
| --------- | ----------------------------------- | ---- | ------- | ---- |
| 1         | Schürch, Tramer, Niepmann, Gyr      | SUI  | 5:53.56 | Q    |
| 2         | Thompson, Brittain, Smith, Ndlovu   | RSA  | 5:54.62 | Q    |
| 3         | Winther, Jørgensen, Barsøe, Ebbesen | DEN  | 5:55.64 | Q    |
| 4         | Danesin, Caianiello, Miani, Goretti | ITA  | 5:56.71 | R    |
| 5         | Fahden, Newell, la Cava, Prendes    | USA  | 6:02.42 | R    |

#### Heat 2
| Placering | Roer                                    | Land | Tid     | Note |
| --------- | --------------------------------------- | ---- | ------- | ---- |
| 1         | Chambers, Williams, Chambers, Bartley   | GBR  | 5:49.29 | Q    |
| 2         | Edwards, Beltz, Cureton, Skipworth      | AUS  | 5:51.18 | Q    |
| 3         | Seibt, Wichert, Kühner, Kühner          | GER  | 5:52.05 | Q    |
| 4         | Vetešník, Vetešník, Kopač, Vraštil, Jr. | CZE  | 5:52.69 | R    |

#### Heat 3
| Placering | Roer                                   | Land | Tid     | Note |
| --------- | -------------------------------------- | ---- | ------- | ---- |
| 1         | Moutton, Solforosi, Baroukh, Moreau    | FRA  | 5:50.79 | Q    |
| 2         | Lievens, Heijbrock, Muda, Muda         | NED  | 5:52.47 | Q    |
| 3         | Yu, Huang, Zhang, Wang                 | CHN  | 5:52.58 | Q    |
| 4         | Pawłowski, Siemion, Bernatajtys, Rańda | POL  | 5:53.52 | R    |

### Opsamling heat
Første tre kvalificerer sig til semifinalerne.
| Placering | Roer                                    | Land | Tid     | Note |
| --------- | --------------------------------------- | ---- | ------- | ---- |
| 1         | Fahden, Newell, la Cava, Prendes        | USA  | 6:00.86 | Q    |
| 2         | Danesin, Caianiello, Miani, Goretti     | ITA  | 6:01.66 | Q    |
| 3         | Vetešník, Vetešník, Kopač, Vraštil, Jr. | CZE  | 6:02.23 | Q    |
| 4         | Pawłowski, Siemion, Bernatajtys, Rańda  | POL  | 6:04.46 |      |

### Semifinaler
Første tre vil kvalificerer sig til finalen. 

#### Semifinale 1
| Placering | Roer                                    | Land | Tid     | Note |
| --------- | --------------------------------------- | ---- | ------- | ---- |
| 1         | Chambers, Williams, Chambers, Bartley   | GBR  | 5:59.68 | Q    |
| 2         | Schürch, Tramer, Niepmann, Gyr          | SUI  | 6:00.97 | Q    |
| 3         | Lievens, Heijbrock, Muda, Muda          | NED  | 6:01.37 | Q    |
| 4         | Seibt, Wichert, Kühner, Kühner          | GER  | 6:02.10 |      |
| 5         | Fahden, Newell, la Cava, Prendes        | USA  | 6:05.06 |      |
| 6         | Vetešník, Vetešník, Kopač, Vraštil, Jr. | CZE  | 6:06.85 |      |

#### Semifinale 2
| Placering | Roer                                | Land | Tid     | Note |
| --------- | ----------------------------------- | ---- | ------- | ---- |
| 1         | Winther, Jørgensen, Barsøe, Ebbesen | DEN  | 6:03.53 | Q    |
| 2         | Thompson, Brittain, Smith, Ndlovu   | RSA  | 6:04.21 | Q    |
| 3         | Edwards, Beltz, Cureton, Skipworth  | AUS  | 6:05.31 | Q    |
| 4         | Moutton, Solforosi, Baroukh, Moreau | FRA  | 6:06.90 |      |
| 5         | Danesin, Caianiello, Miani, Goretti | ITA  | 6:08.44 |      |
| 6         | Yu, Huang, Zhang, Wang              | CHN  | 6:08.47 |      |

### Finaler

#### Finale B
| Placering | Roer                                    | Land | Tid     | Note |
| --------- | --------------------------------------- | ---- | ------- | ---- |
| 1         | Moutton, Solforosi, Baroukh, Moreau     | FRA  | 6:08.37 |      |
| 2         | Fahden, Newell, la Cava, Prendes        | USA  | 6:09.23 |      |
| 3         | Seibt, Wichert, Kühner, Kühner          | GER  | 6:10.07 |      |
| 4         | Yu, Huang, Zhang, Wang                  | CHN  | 6:11.33 |      |
| 5         | Vetešník, Vetešník, Kopač, Vraštil, Jr. | CZE  | 6:11.49 |      |
| 6         | Danesin, Caianiello, Miani, Goretti     | ITA  | 6:14.63 |      |

#### Finale A
| Placering | Roer                                  | Land | Tid     | Note |
| --------- | ------------------------------------- | ---- | ------- | ---- |
| Guld      | Thompson, Brittain, Smith, Ndlovu     | RSA  | 6:02.84 |      |
| Sølv      | Chambers, Williams, Chambers, Bartley | GBR  | 6:03.09 |      |
| Bronze    | Winther, Jørgensen, Barsøe, Ebbesen   | DEN  | 6:03.16 |      |
| 4         | Edwards, Beltz, Cureton, Skipworth    | AUS  | 6:04.05 |      |
| 5         | Schürch, Tramer, Niepmann, Gyr        | SUI  | 6:09.30 |      |
| 6         | Lievens, Heijbrock, Muda, Muda        | NED  | 6:11.39 |      |